# KTS Tarnobrzeg

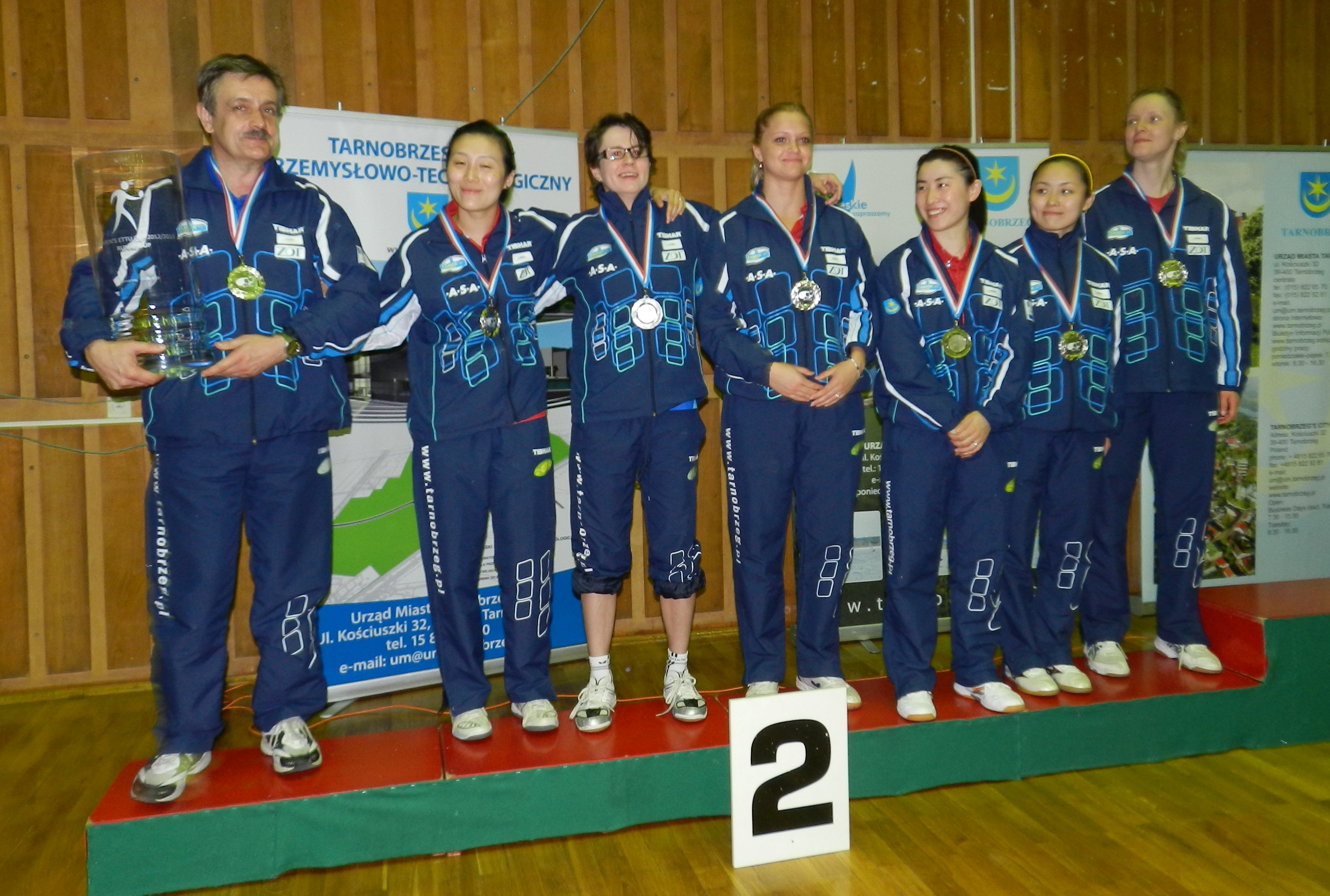
Team 2013, von links: Trainer Zbigniew Nęcek, Han Ying, Renata Štrbíková, Marharyta Pesoćka, Jia Jun, Li Qian, Kinga Stefańska

Klub Tenisa Stołowego Zamek Tarnobrzeg (zu deutsch: Tischtennis-Klub Schloss Tarnobrzeg) ist ein polnischer Tischtennis-Verein aus Tarnobrzeg an der Weichsel. Der Klub ist bei den Damen, die auch in der Europäischen Champions League antreten, vielfacher polnischer Meister. Die Herren sind gleichfalls in der obersten polnischen Spielklasse vertreten. Der Verein entstand 1994 wie unter anderen die Basketball-Mannschaft Siarka Jezioro Tarnobrzeg als Ausgründung aus Siarka Tarnobrzeg.
Die Gemeinde sponsert den Verein, ebenso der deutsche Ausrüster Tibhar.

## Erfolge
- 29-mal Polnischer Mannschaftsmeister: 1990/91 bis 2004/05 sowie 2006/07 bis 2019/2020
- 2-mal Polnischer Vizemannschaftsmeister
- 1-mal Sieger ETTU-Cup: 2015
- 4-mal Verlierer des ETTU-Cup-Finales: 2008, 2009, 2010, 2013
- 1-mal Verlierer des Europapokal-Finals: 1999
- 2-mal Verlierer des Champions-League-Finals: 2016, 2017
- Sieger in der Champions League: 2018, 2022, 2023, 2024[1]